# Alfred de Courcy
Pour les articles homonymes, voir Courcy.
Alfred Potier de Courcy, né le 9 novembre 1816 à Brest et mort le 18 octobre 1888 au château de Bois-Corbon (forêt de Montmorency), est un assureur, administrateur de la Compagnie d'assurances générales, créateur de caisses de prévoyance, et écrivain français.

## Biographie
Son père, Armand Potier de Courcy, est officier de marine, capitaine de vaisseau de la Marine royale. Sa mère, Félicité Marie Le Gualès de Lanzéon, est la fille d'Alain Le Gualès, seigneur de Lanzéon, et de Marie Guillotou de de Kerduff qui est la propriétaire du manoir de Kervézec. Il est le frère de Pol Potier de Courcy. 
Un de ses beaux-parents, Auguste de Gourcuff, fondateur de la Compagnie d'assurances générales, remarquant ses qualités intellectuelles, lui propose, alors qu'il n'a que 17 ans, de venir à Paris afin de travailler dans sa société. 
Il accepte et complète son activité par des études de droit, à l'issue desquelles il est licencié  et s'inscrit en qualité d'avocat stagiaire, mais renonce rapidement à ce métier et reprend son emploi à la Compagnie d'assurances.  Il traduit de l'anglais en français, un livre de Francis Baily, sur les assurances (Théorie des annuités et des assurances) ;  puis il écrit dans des revues et des journaux (L'univers, Le correspondant, la Revue de l'Armorique. Dans la Compagnie d'assurances il  est nommé directeur puis membre du conseil d'administration. 
Il publie de nombreux ouvrages qui se rapportent aux statistiques (essai sur les lois du hasard), aux assurances-vie (précis d'assurances-vie, impôts et assurances-vie), au droit maritime (questions de droit maritime) ; il écrit également des romans et essais.  Il se préoccupe des questions de prévoyance, de pensions et retraites et contribue à la création d'une caisse de prévoyance pour les employés de la Compagnie d'Assurances générales). En 1879 il fonde la Société de secours aux familles des marins français naufragés.
Une stèle, inaugurée le 20 mars 1905, fut érigée à son honneur à Saint Malo, quai Pierre Loti ; elle fut enlevée le 30 janvier 1942. Le buste d'Alfred de Courcy qui se trouvait à Paimpol fût quant à lui fondu pendant la guerre.
Il est le grand-père de Louis de Saint-Pierre.

## Publications

### Ouvrages relatifs à l'assurance, au droit, à la prévoyance
- Questions de droit maritime, Paris, 1877, A. Cotillon et Cie, 418 p. lire en ligne sur Gallica
- Commentaire des polices françaises d'assurance maritime, Paris, 1888,  L. Warnier, 351 p. lire en ligne sur Gallica
- D'une réforme internationale du droit maritime, Paris, 1863,  Guillaumin, 245 p.  lire en ligne sur Gallica
- Précis de l'assurance sur la vie, Paris, 1870,  Armand-Anger, 216 p.  lire en ligne sur Gallica
- Assurances sur la vie. Nouvelles observations, Paris, 1871, Armand-Anger, 87 p.  lire en ligne sur Gallica
- Assurance et loterie, Paris, 1874, Armand-Anger, 87 p.  lire en ligne sur Gallica
- Des assurances agricoles, Paris, 1857, C. Douniol et A.  Fontaine, 57 p. lire en ligne sur Gallica
- Les veuves des marins disparus, Paris, 1878, A. Anger, 67 p. lire en ligne sur Gallica

### Autres ouvrages
- Esquisses, Paris, 1854, C. Douniol, 342 p.  lire en ligne sur Gallica
- Proverbes de salon, Paris, 1877, 414 p. [bpt6k30423930 lire en ligne] sur Gallica
- Le Vendredi de la marquise, proverbe, Nantes, 1879,  impr. de V. Forest et E. Grimau, lire en ligne sur Gallica
- Le roman caché, Paris, 1881, Firmin-Didot, 469 p. lire en ligne sur Gallica
- Château à vendre, Paris, 1882, Firmin-Didot, 340 p.